# Terpentin
Terpentin je brezbarvna tekočina, ki se pridobiva z destilacijo drevesne smole, predvsem smole iglavcev. Sestavljena je iz terpenov, v glavnem monoterpenov alfa-pinen in beta-pinen. Pogosto se uporablja tudi terpentinov nadomestek, mineralni terpentin. 
Izraz terpentin izhaja (preko francoščine in latinščine) iz grške besede τερεβινθίνη, ki je ime drevesne vrste pistacia terebinthus, iz katere je bila tekočina izvirno destilirana.
Terpentin je organsko topilo. Njegovi hlapi lahko dražijo oči in kožo, ob vdihavanju poškodujejo pljuča, respiratorni sistem in osrednji živčni sistem, itd. Terpentin je vnetljiv.

## Uporaba
V industriji se terpentin uporablja predvsem kot topilo in kot vir materialov za organsko sintezo. Kot topilo se uporablja za redčenje oljnih barv, za izdelovanje firnežev in kot surovina za kemično industrijo. V razvitih državah se je industrijska uporaba terpentina kot topila večinoma nadomestila z mnogo cenejšim nadomestkom terpentina, ki je izdelan iz nafte. Kanadski balzam, imenovan tudi kanadski terpentin ali jelkin balzam, je terpentin, izdelan iz smole jelk. Beneški terpentin je izdelan iz macesnov larix occidentalis.
Terpentin se uporablja tudi kot vir surovin v sintezi dišečih kemičnih sestavin, zaradi antiseptičnih lastnosti se dodaja čistilom, itd. V zgodnjem 19. stoletju so v ZDA včasih kot gorivo za svetilke uporabljali terpentin, ki je bil cenejša alternativa kitovemu olju. Zaradi močnega vonja so ga največkrat uporabljali za zunanjo razsvetljavo. Kot topilo, pomešano z voskom, je bil terpentin dolgo uporabljan kot zaščitni premaz pohištva.
Leta 1946 je Soichiro Honda uporabil terpentin kot gorivo za svoj prvi motocikel znamke Honda, saj je bill bencin po koncu 2. svetovne vojne skoraj neprisoten na tamkajšnjem tržišču.
V prejšnjih stoletjih se je široko uporabljal tudi v medicini.